# Колебакаро (Ријети)
Колебакаро је насеље у Италији у округу Ријети, региону Лацио.
Према процени из 2011. у насељу је живело 34 становника. Насеље се налази на надморској висини од 447 м.